# Цигра, Иоганн Герман
Иоганн Герман Цигра (нем. Johannes Hermann Zigra, по правописанию некоторых русских переводчиков Цыгра; 1775—1857) — пионер научно поставленного садоводства. Жил и работал в Риге.

## Биография
Родился в Любеке. Рано лишившись отца, Цигра был усыновлён своим дядей, естествоиспытателем Вальбаумом; заметив в мальчике склонность к ботанике, он послал его в Королевский институт Берггартен в Ганновере. Окончив здесь курс, Цигра путешествовал по Германии и Голландии, пробыл довольно долго в Гарлеме, изучая цветоводство.
В 1795 году Цигра переселился в Ригу, где и оставался до конца жизни. Его садовое заведение долго было единственным источником культурных пород растений для всей Российской империи. Оно являлось вместе с тем и своего рода учебным заведением, школой садоводства, так как за отсутствием таковых в стране к нему съезжались отовсюду учиться. Правительство само прибегало к услугам Цигра, присылая к нему для выучки молодых людей из различных концов империи. Кроме чисто практической деятельности, Цигра известен руководствами по культуре растений, а также работами по систематике.

## Труды
Писал он по-немецки, многие его сочинения переведены на русский язык, например: «Северный цветовод» (пер. П. Ш., М., 1817); «Полный русский опытный садовник» (пер. П. Л.); «Древесная флора, или описание растущих в Российском государстве дерев и кустарников» и другие. Цигра состоял членом-корреспондентом Императорской академии наук (с 1821 года).